# Council Hill (Oklahoma)
Council Hill – miasto w Stanach Zjednoczonych, w stanie Oklahoma, w hrabstwie Muskogee.